# Velký Ořechov
Velký Ořechov är en ort i Tjeckien.   Den ligger i regionen Zlín, i den östra delen av landet, 260 km öster om huvudstaden Prag. Velký Ořechov ligger 376 meter över havet och antalet invånare är 699.
Terrängen runt Velký Ořechov är platt åt sydväst, men åt nordost är den kuperad.Runt Velký Ořechov är det ganska tätbefolkat, med 104 invånare per kvadratkilometer. Närmaste större samhälle är Zlín, 13,0 km norr om Velký Ořechov. Omgivningarna runt Velký Ořechov är en mosaik av jordbruksmark och naturlig växtlighet.